# Biserica reformată din Bucerdea Grânoasă

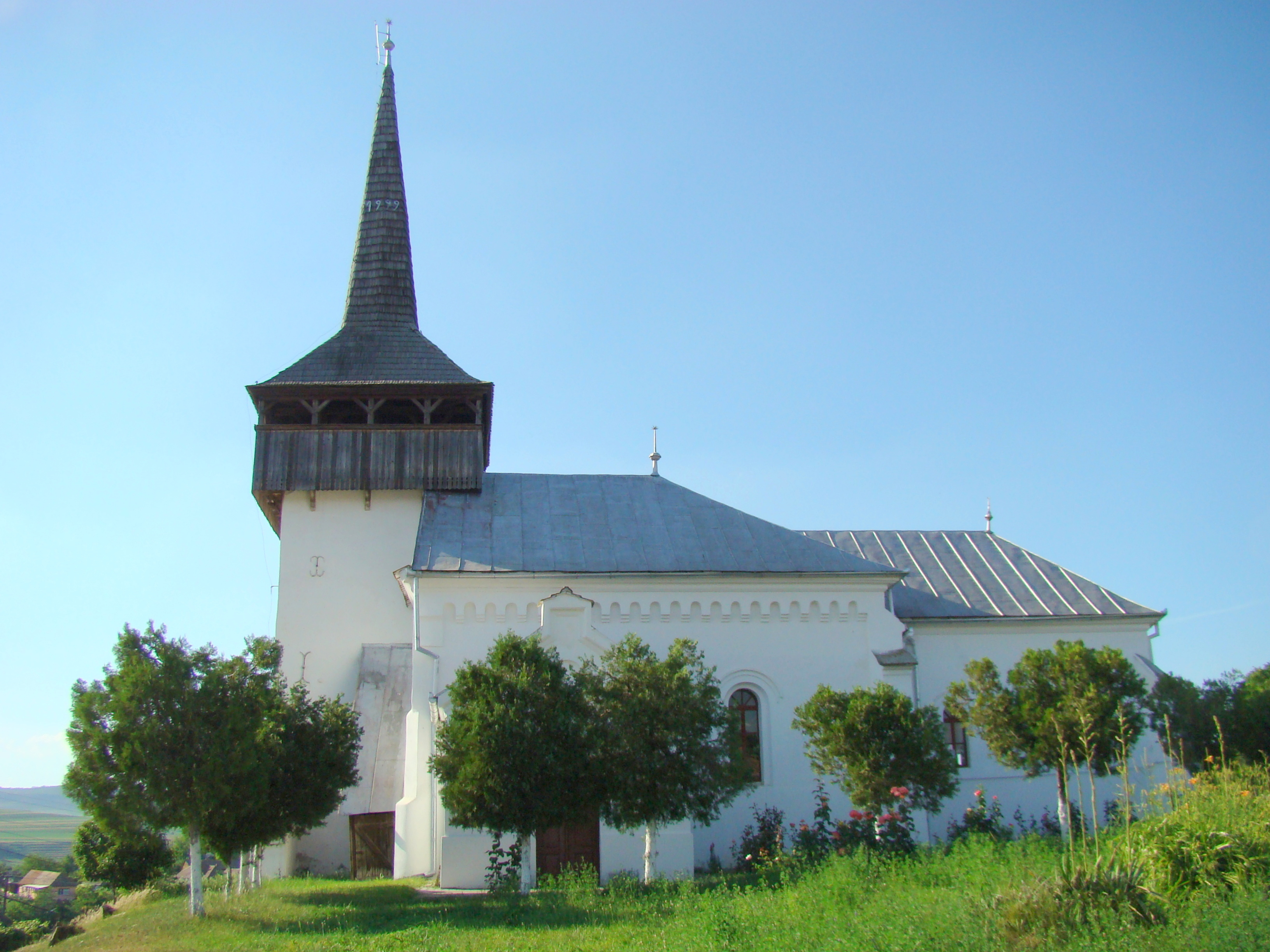
Biserica reformată din Bucerdea Grânoasă, comuna Bucerdea Grânoasă, județul Alba, foto: iunie 2014.

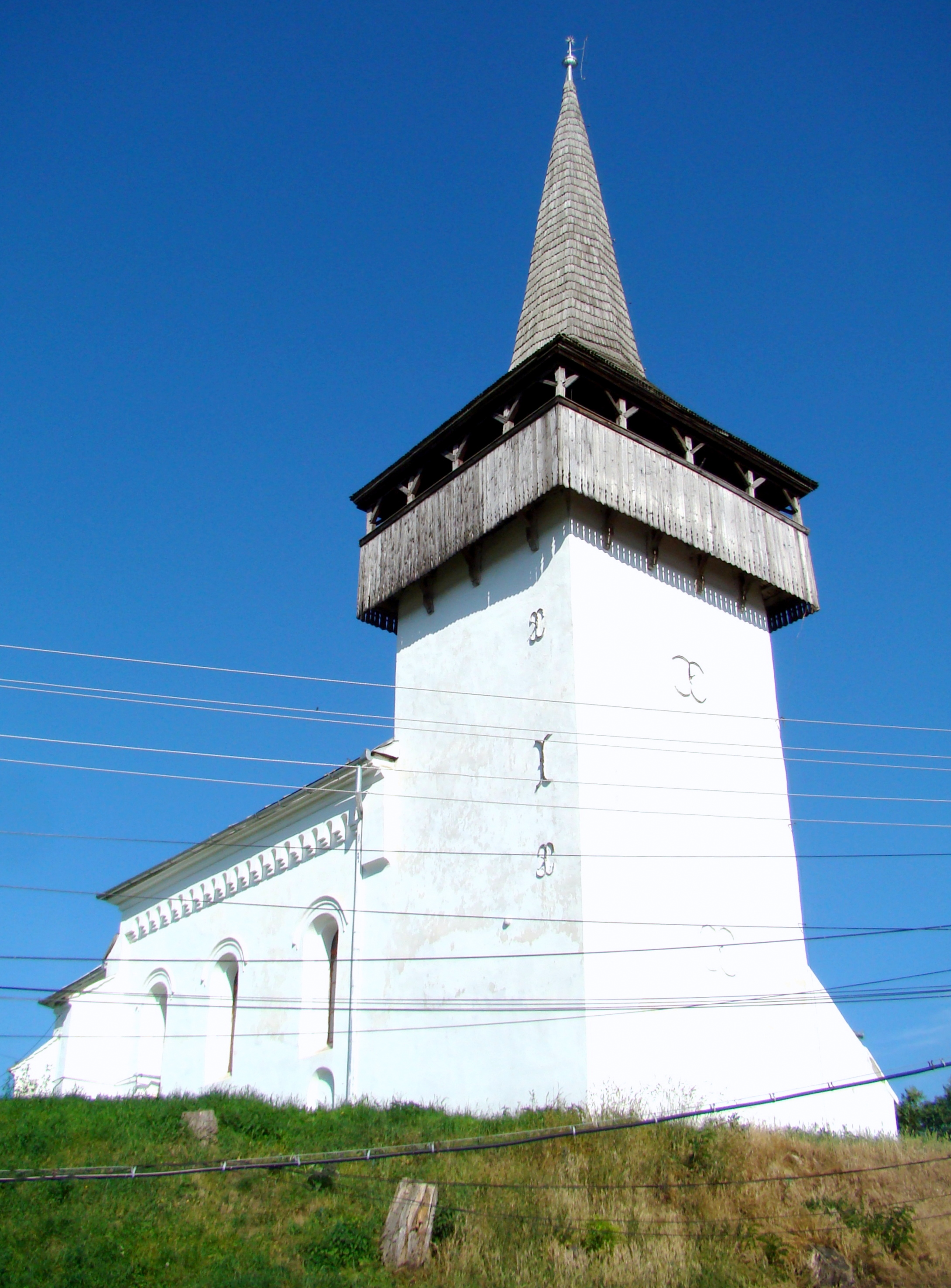
Biserica reformată din Bucerdea Grânoasă, comuna Bucerdea Grânoasă, județul Alba, foto: iunie 2014.

Biserica reformată din Bucerdea Grânoasă, comuna Bucerdea Grânoasă, județul Alba, datează din secolul XIV. Biserica se află pe noua listă a monumentelor istorice sub codul LMI:  AB-II-m-B-00194.

## Localitatea
Bucerdea Grânoasă (în germană Botschard, Bothard, în maghiară Búzásbocsárd) este satul de reședință al comunei cu același nume din județul Alba, Transilvania, România. Prima atestare a localității datează din anul 1303.

## Istoric și trăsături
Prima construcție a bisericii s-a edificat în perioada domniei regelui Ștefan I al Ungariei, care a dat ordin ca zece sate să construiască o biserică. Această poruncă ar fi fost îndeplinită de satul Bucerdea Grânoasă, satul Crăciunelu de Jos (aici doar în 1426 s-a construit o biserică) și hodaiele din împrejurimile Bucerzii. Această datare nu este însă confirmată cu documente, fiind doar o presupunere. Biserica actuală în 1332 a funcționat ca biserică plebanială. În acest an preotul Mihaly plătea zecime papală: 6 dinari, iar mai târziu 40 de dinari. Conform acestui document scris biserica ar data din secolul al XIV-lea. Ferestrele breșă au rămas de la prima construcție și sunt amplasate în sanctuar. Spre vest, ușa gotică ne vorbește despre o lărgire a spațiului interior.  Stilul gotic se observă pe nervura galeriei,  precum și pe pietrele-consolă. Modificări esențiale s-au efectuat în secolul al XVII-lea, fapt dovedit prin existența ușii renascentiste, din partea vestică a naosului (este o altă ușă, nefolosită în prezent) și cu o datare de pe amvon: 1657. Orga bisericii a fost construită în anul 1878 de maistrul Kolonici Istvan. Turnul bisericii datează din 1868 și este acoperit cu șindrilă, iar nava cu tablă.

## Imagini din exterior

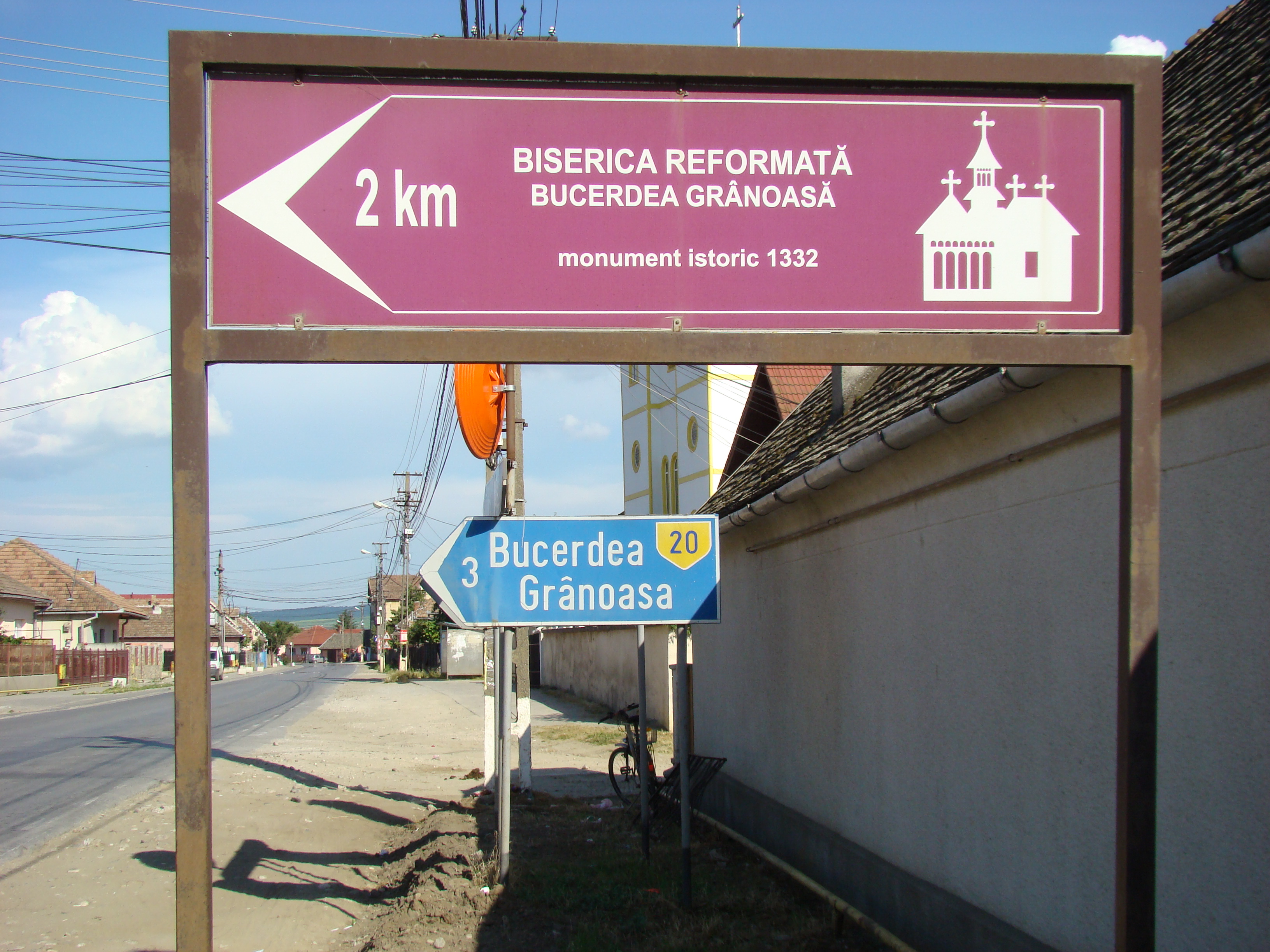
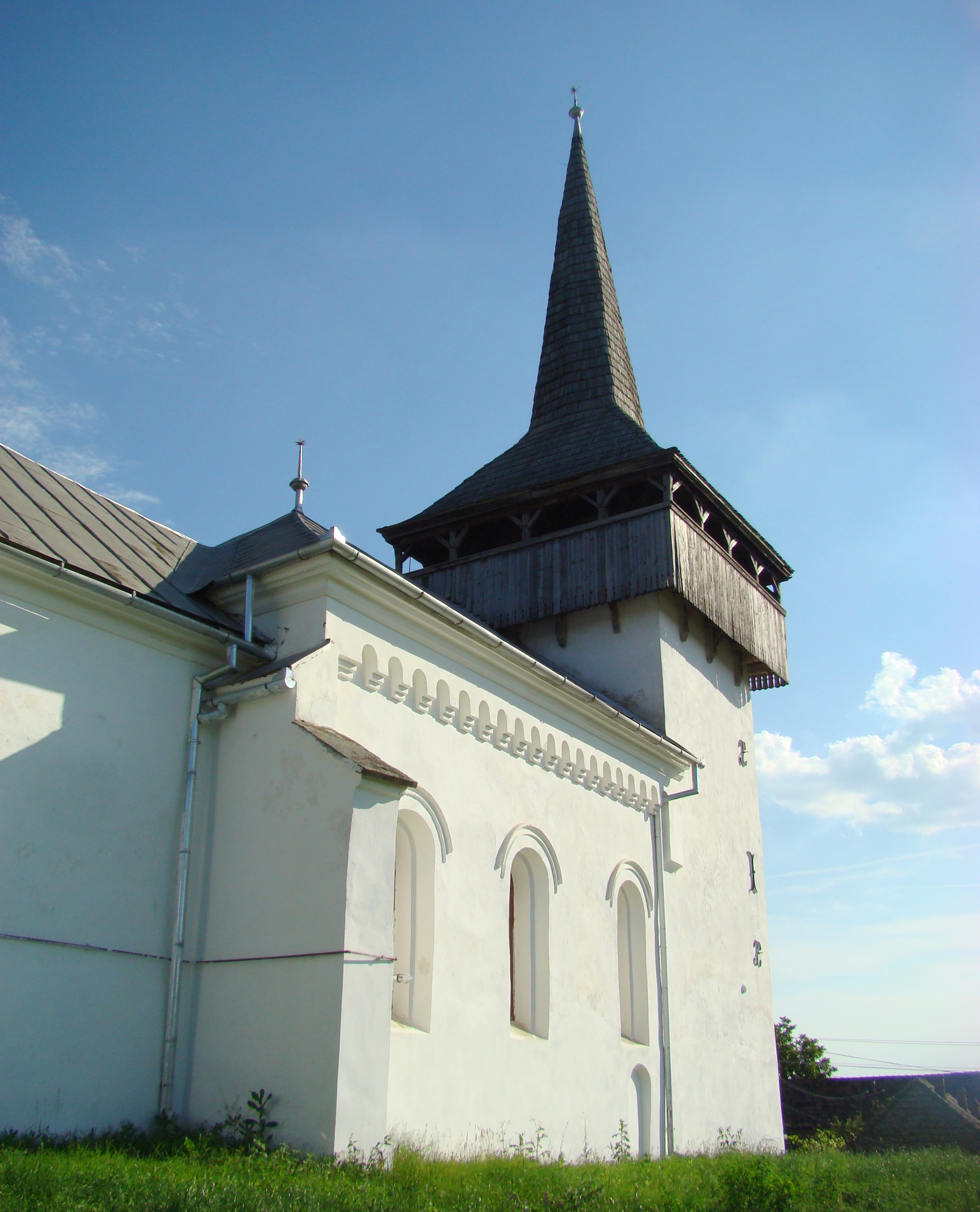
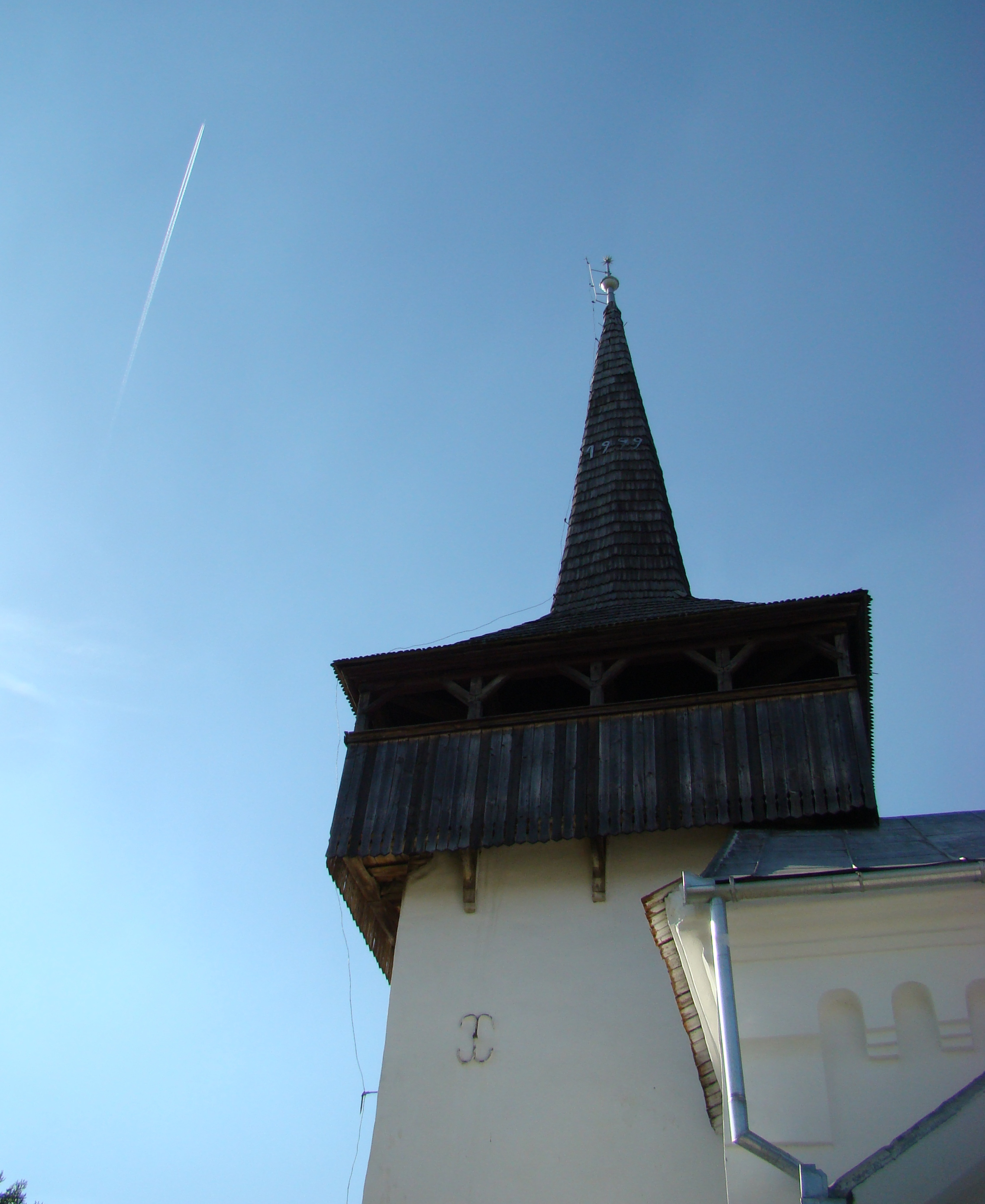
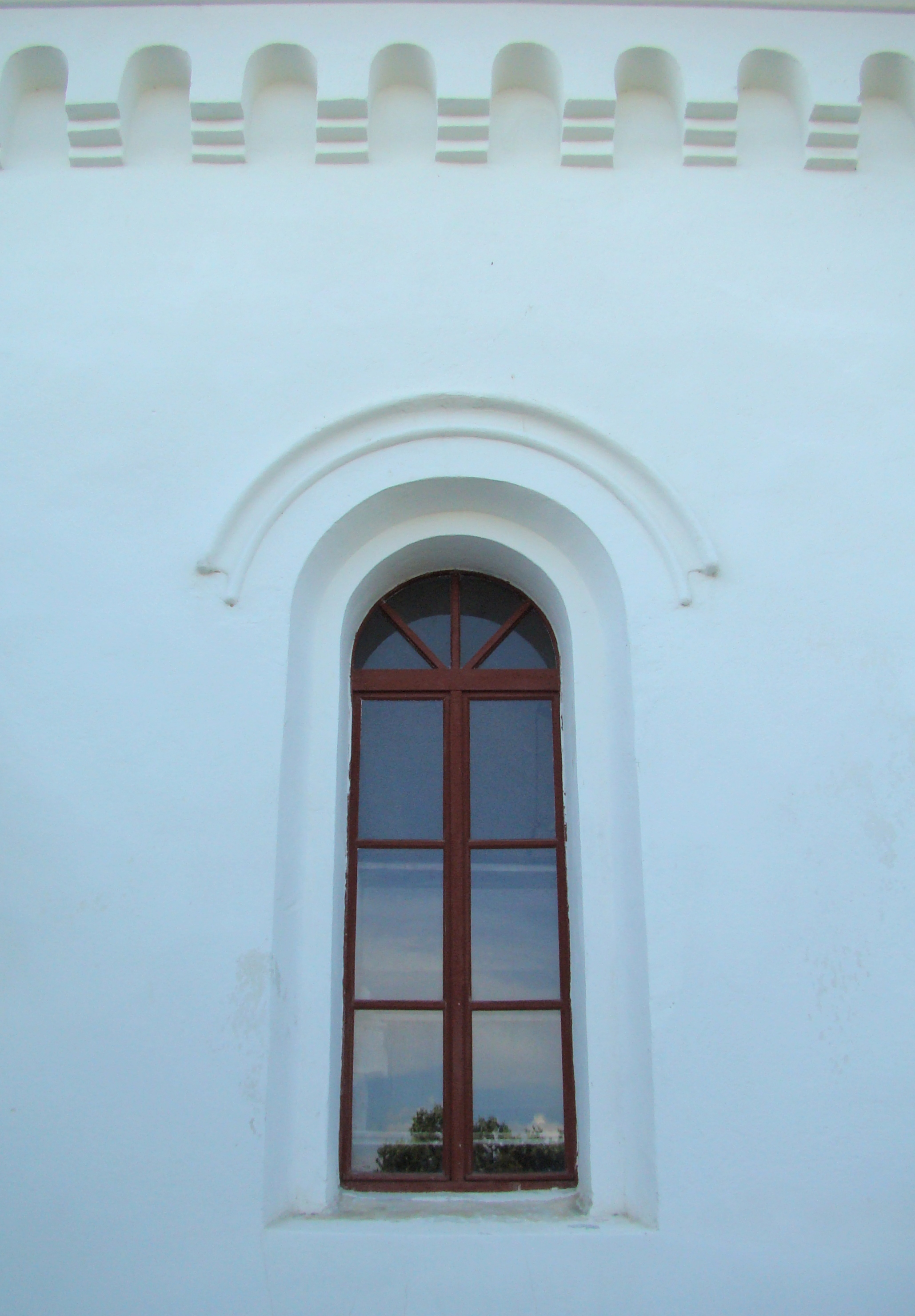
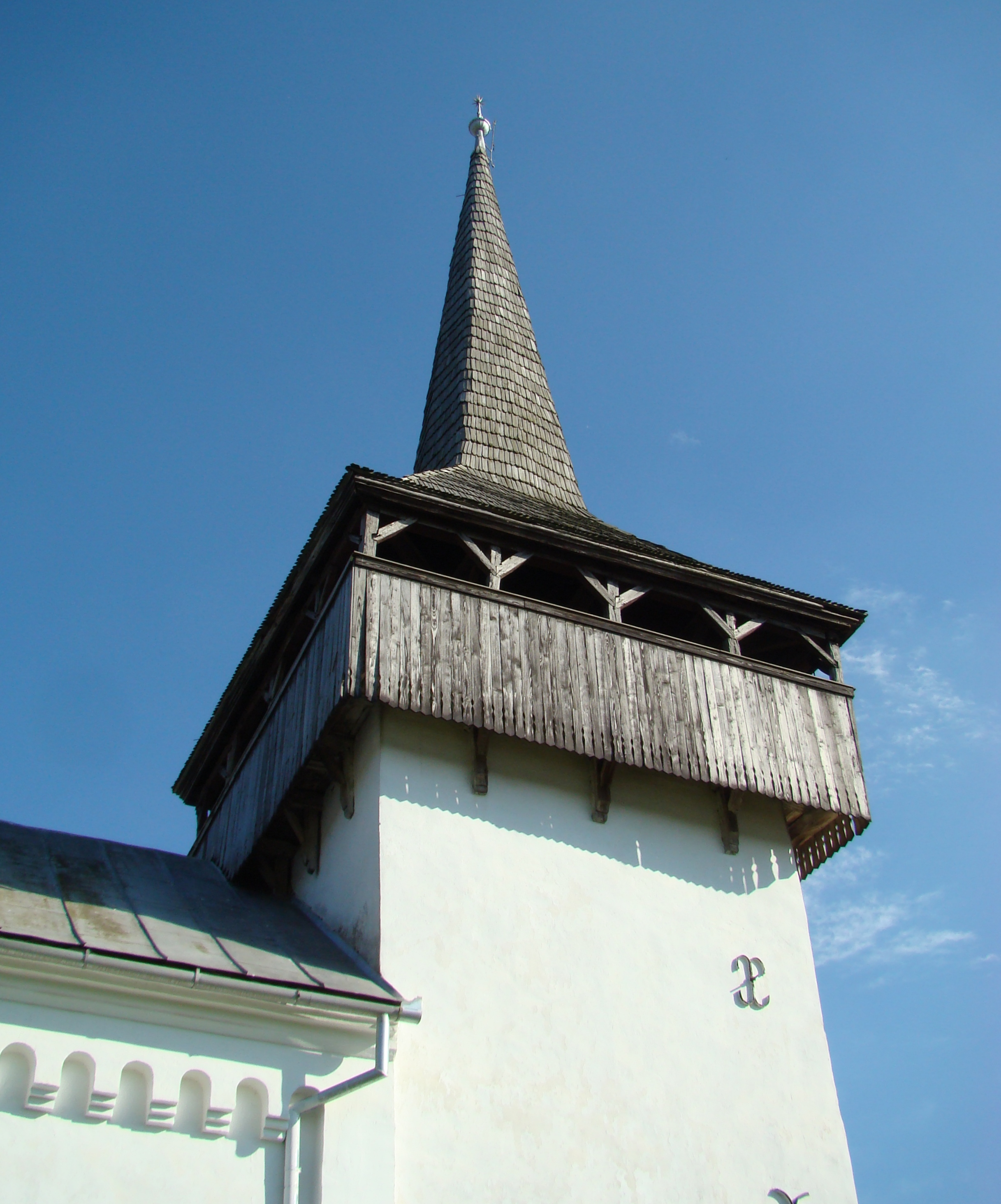
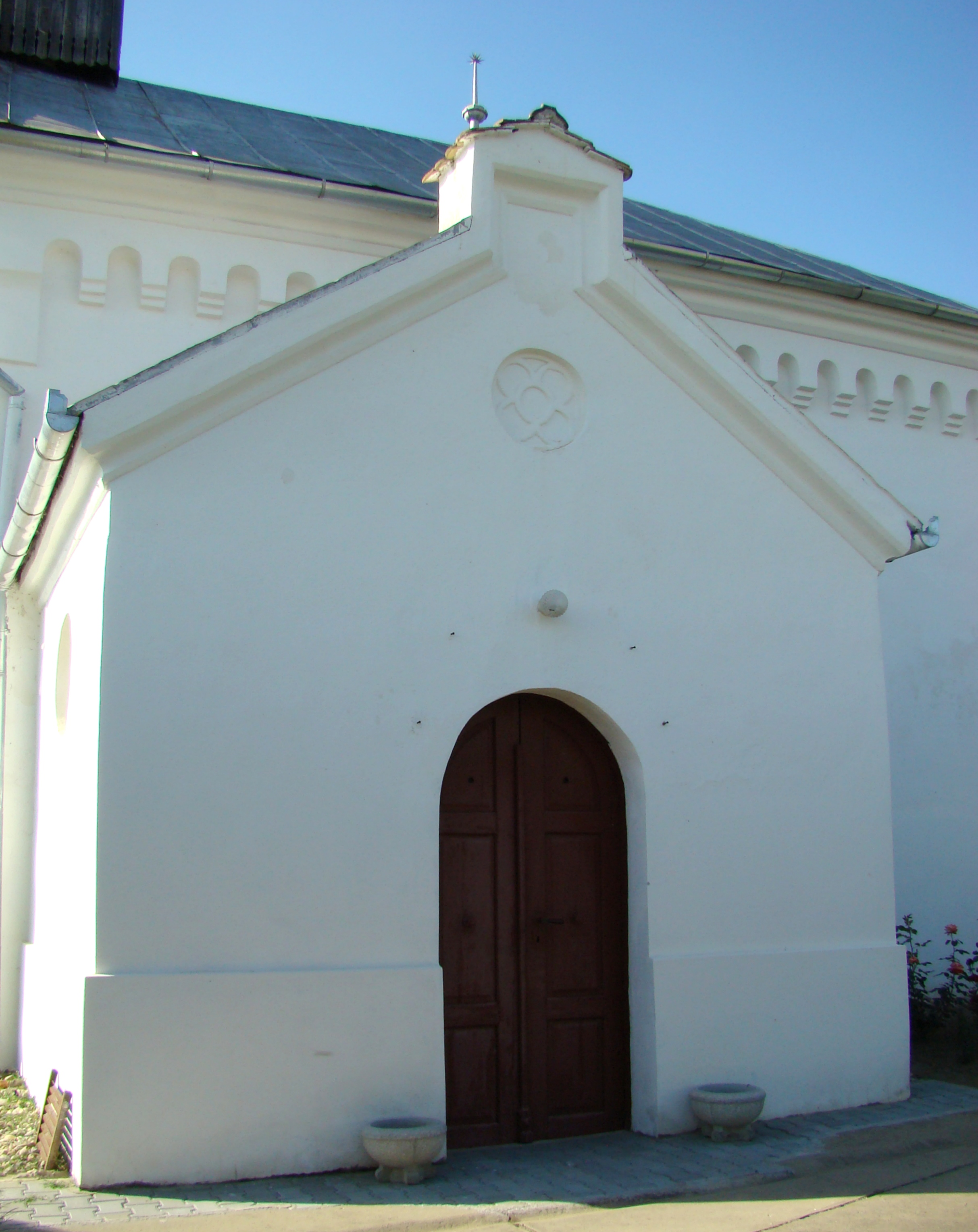
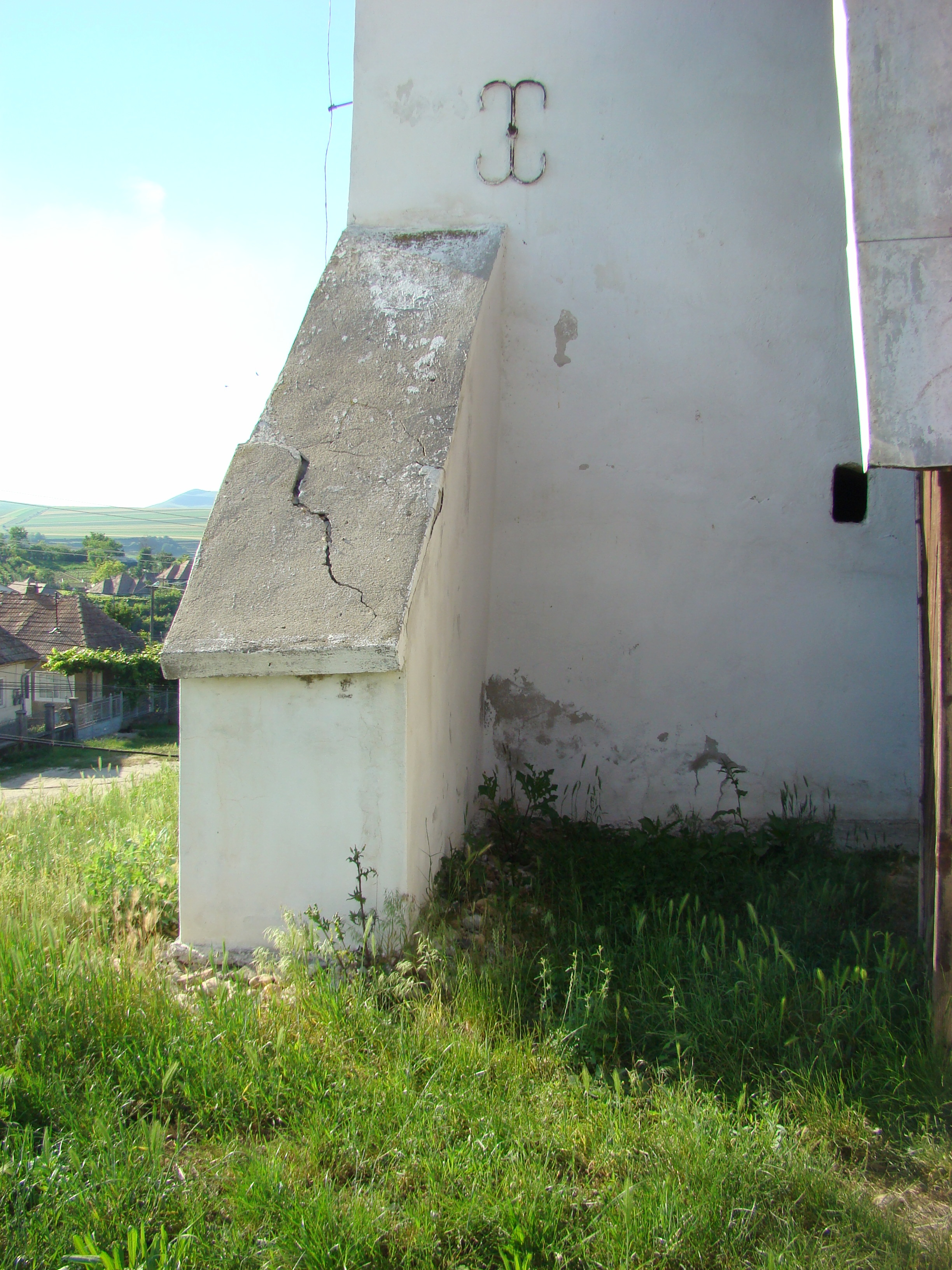
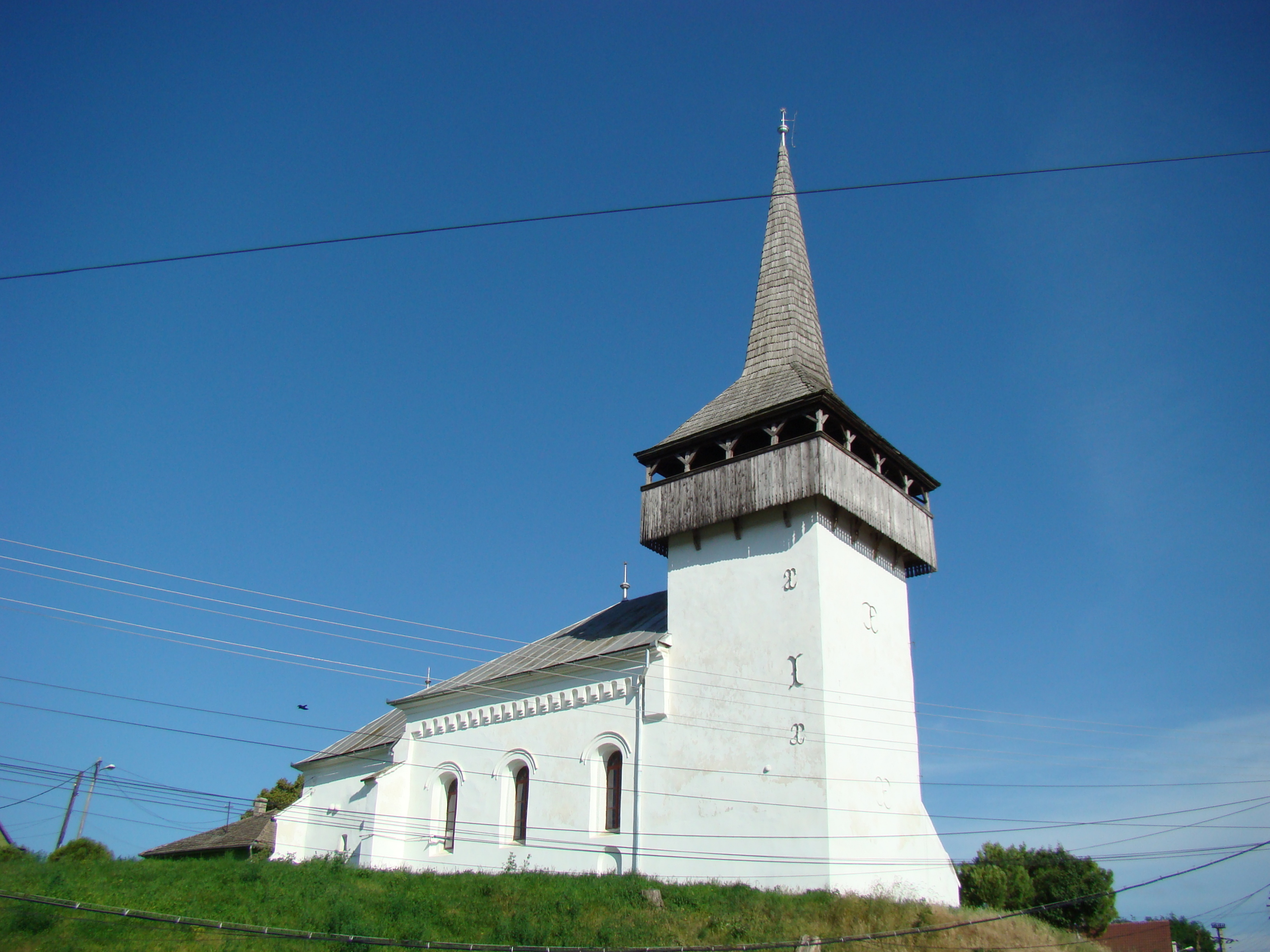
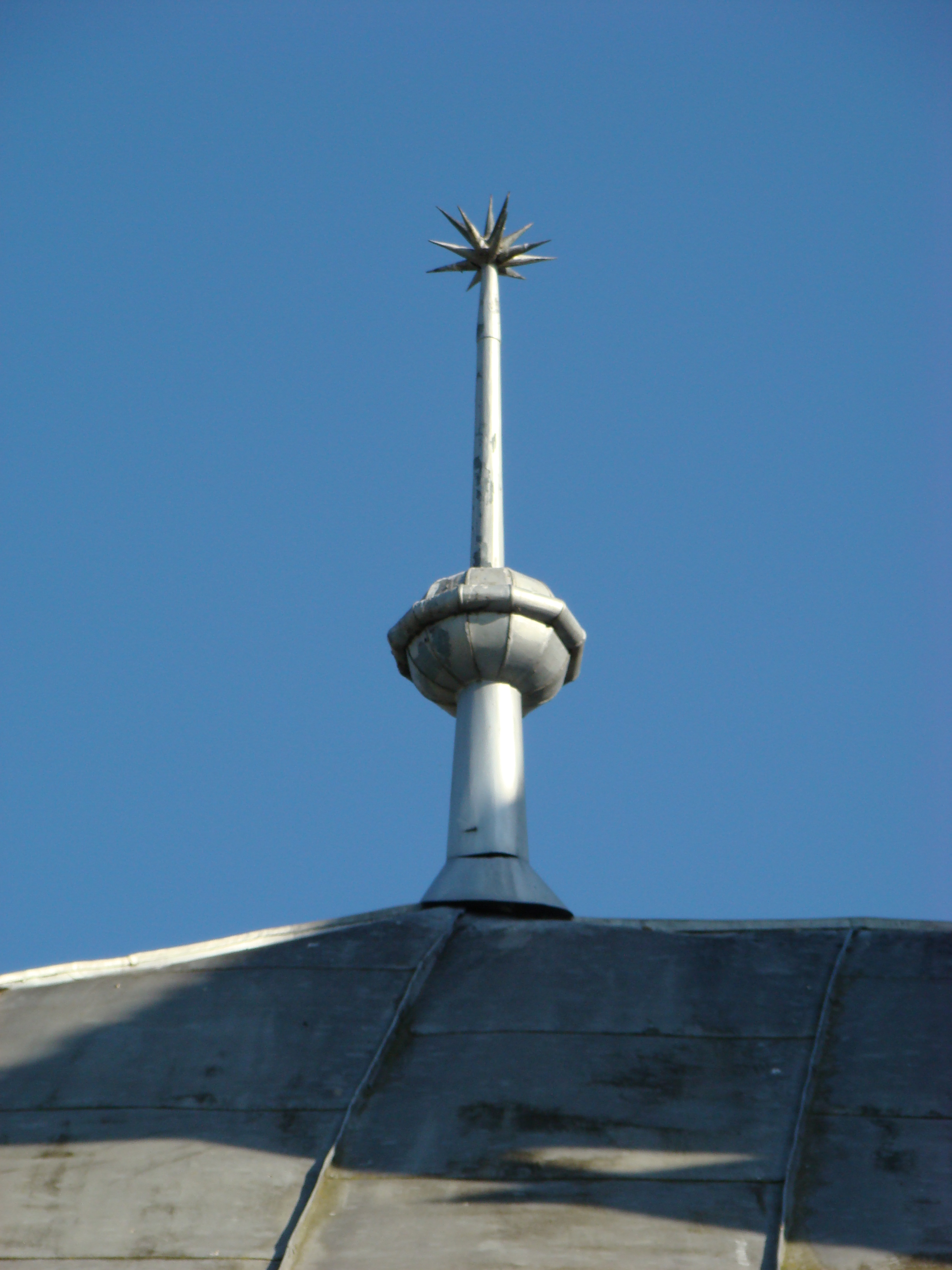
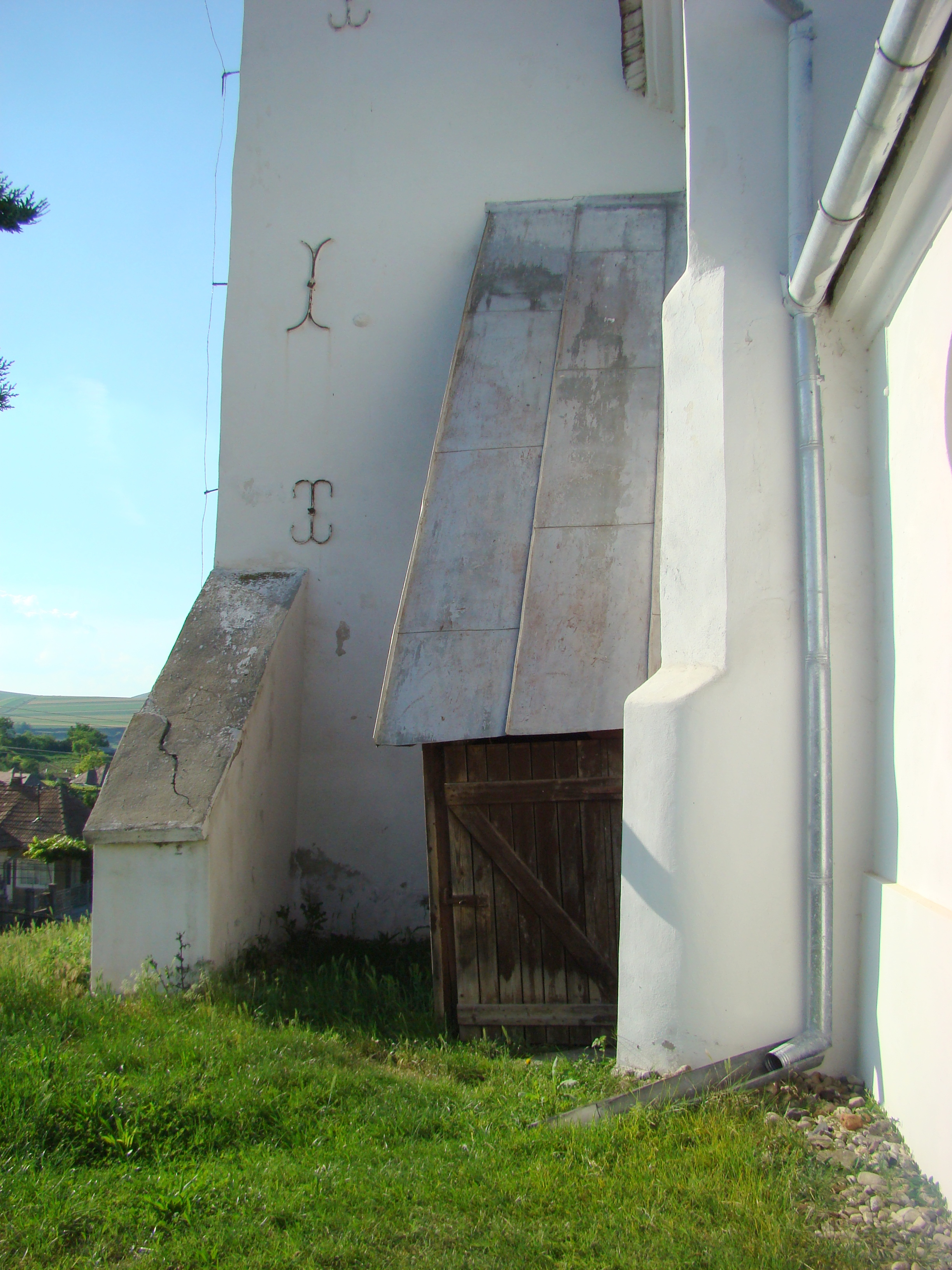
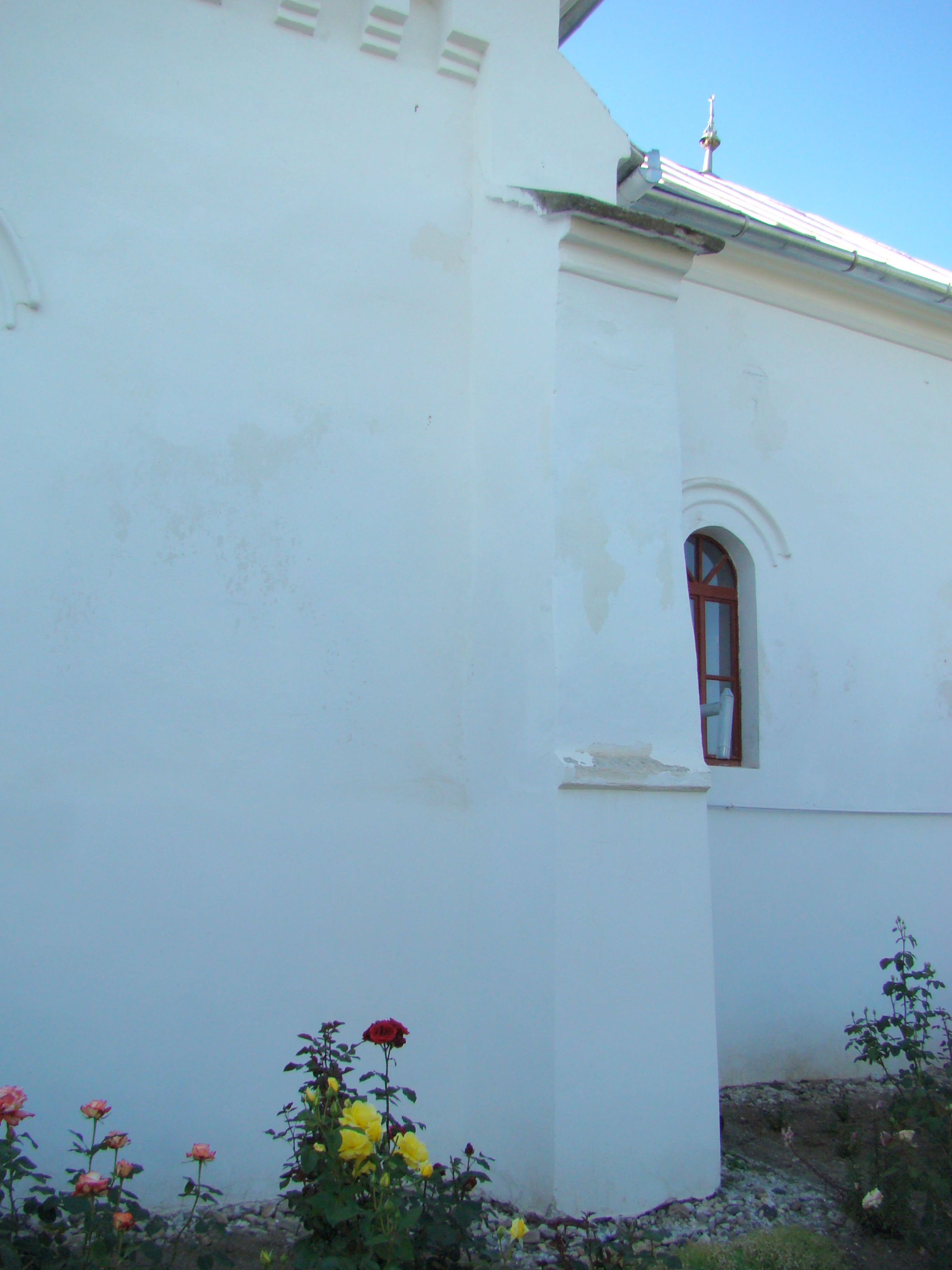
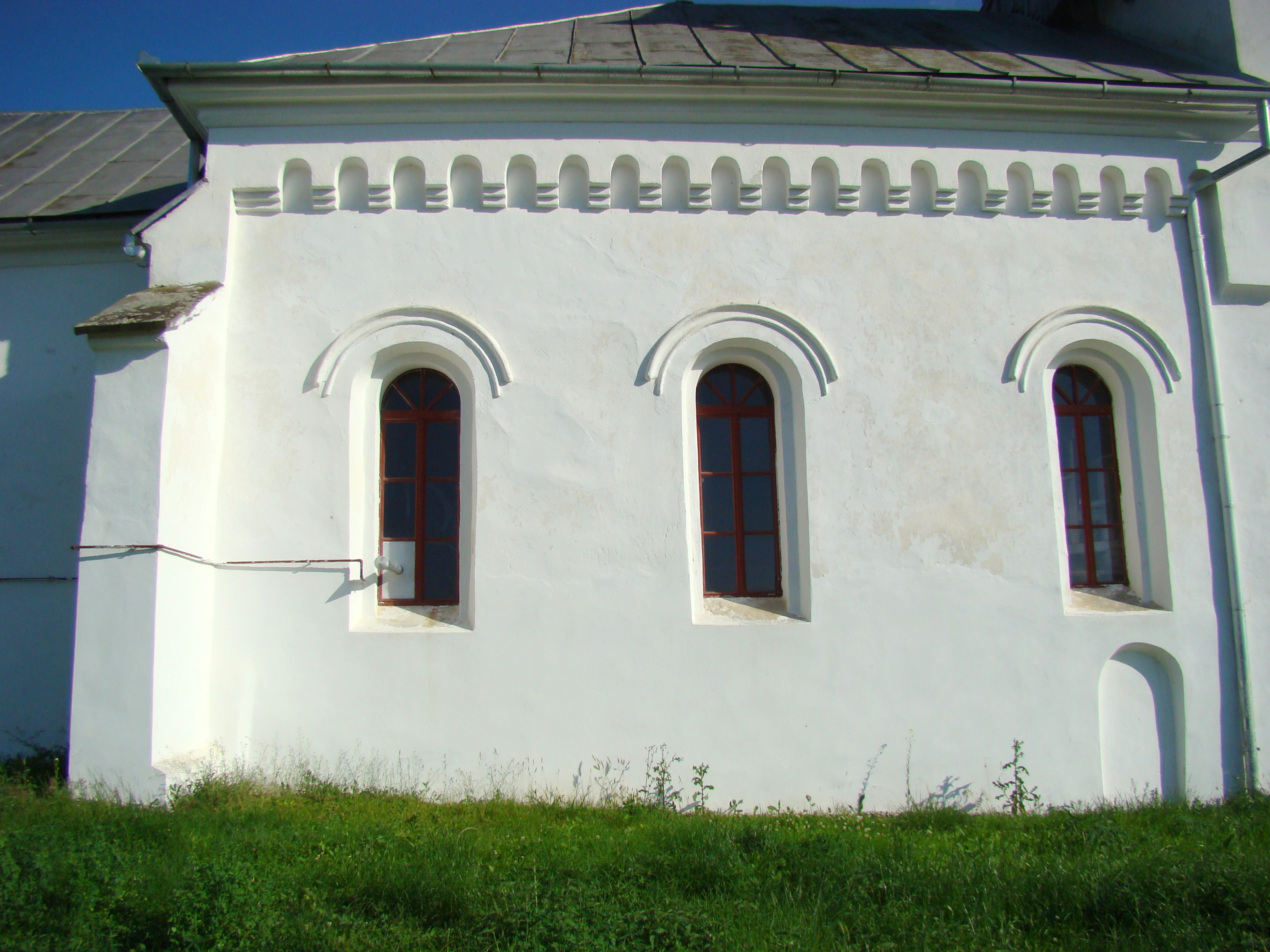
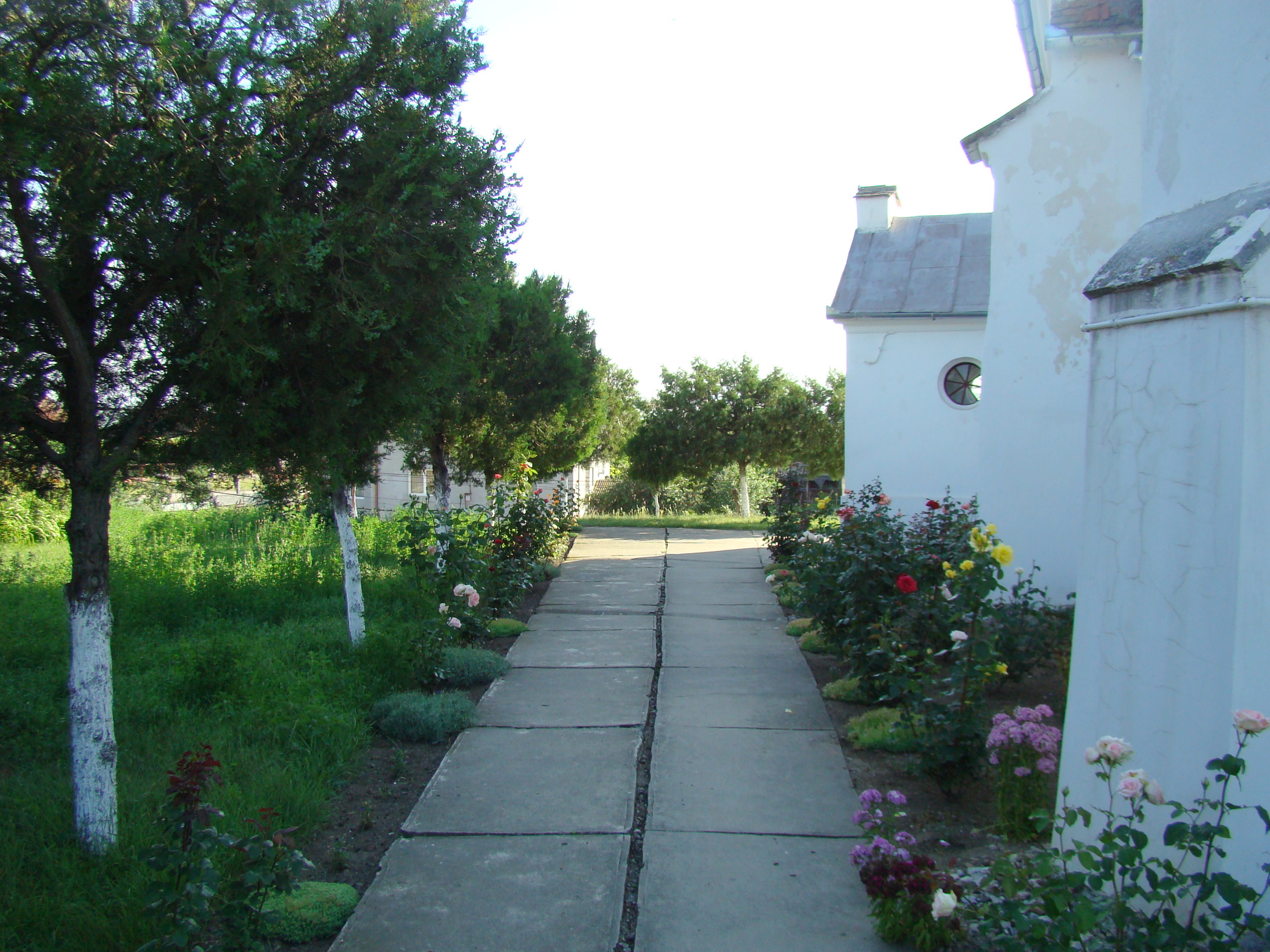
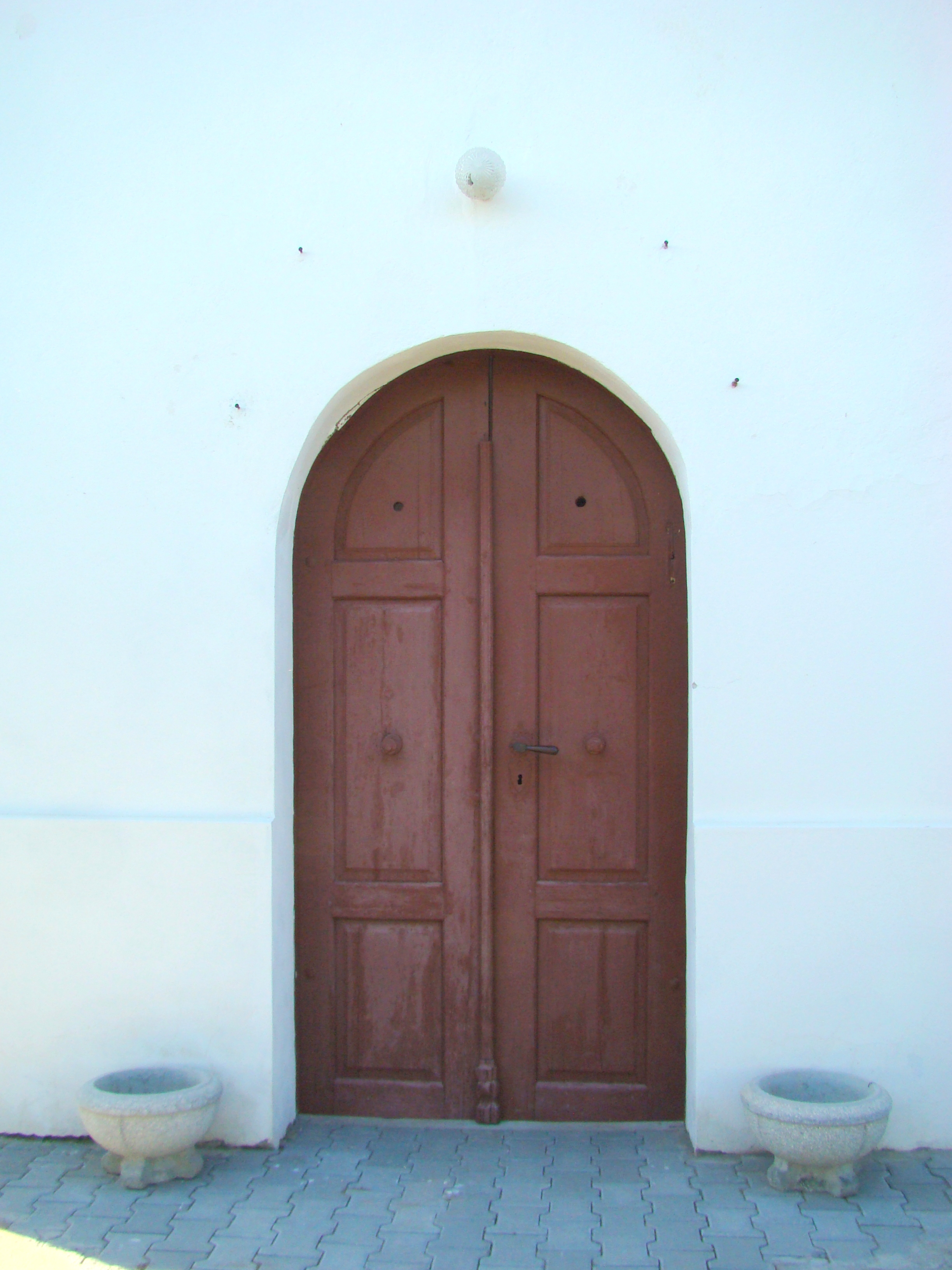
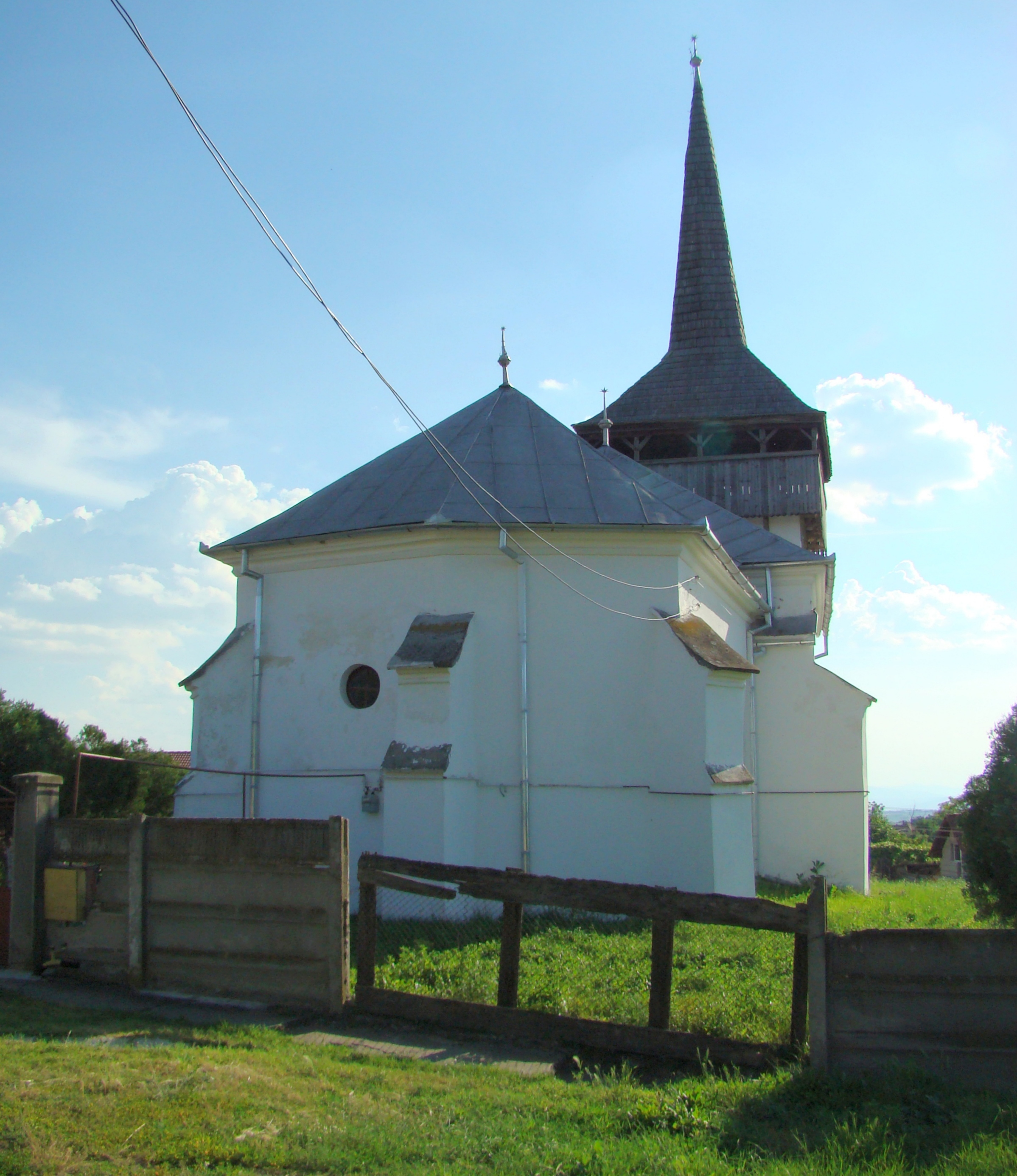
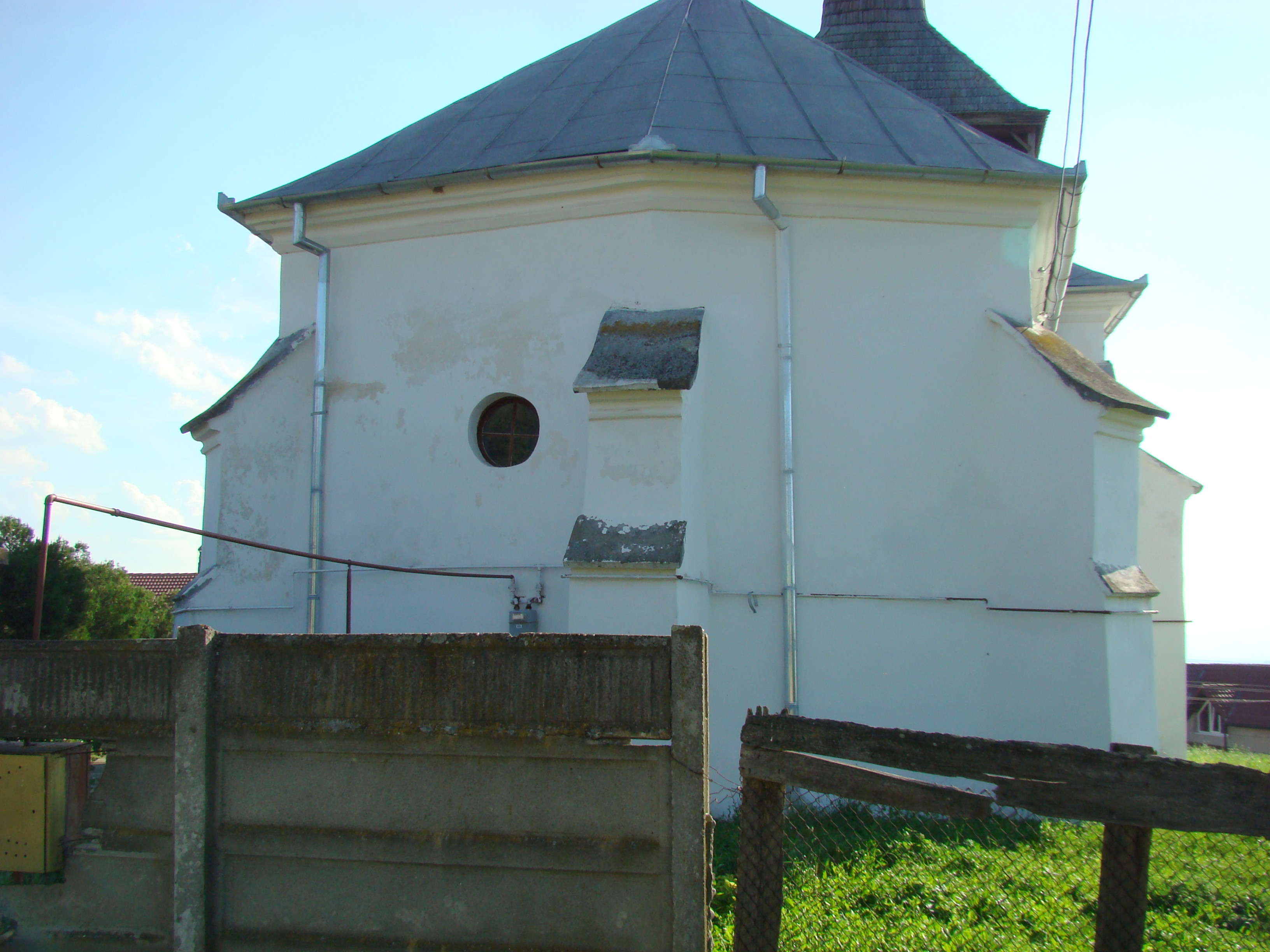
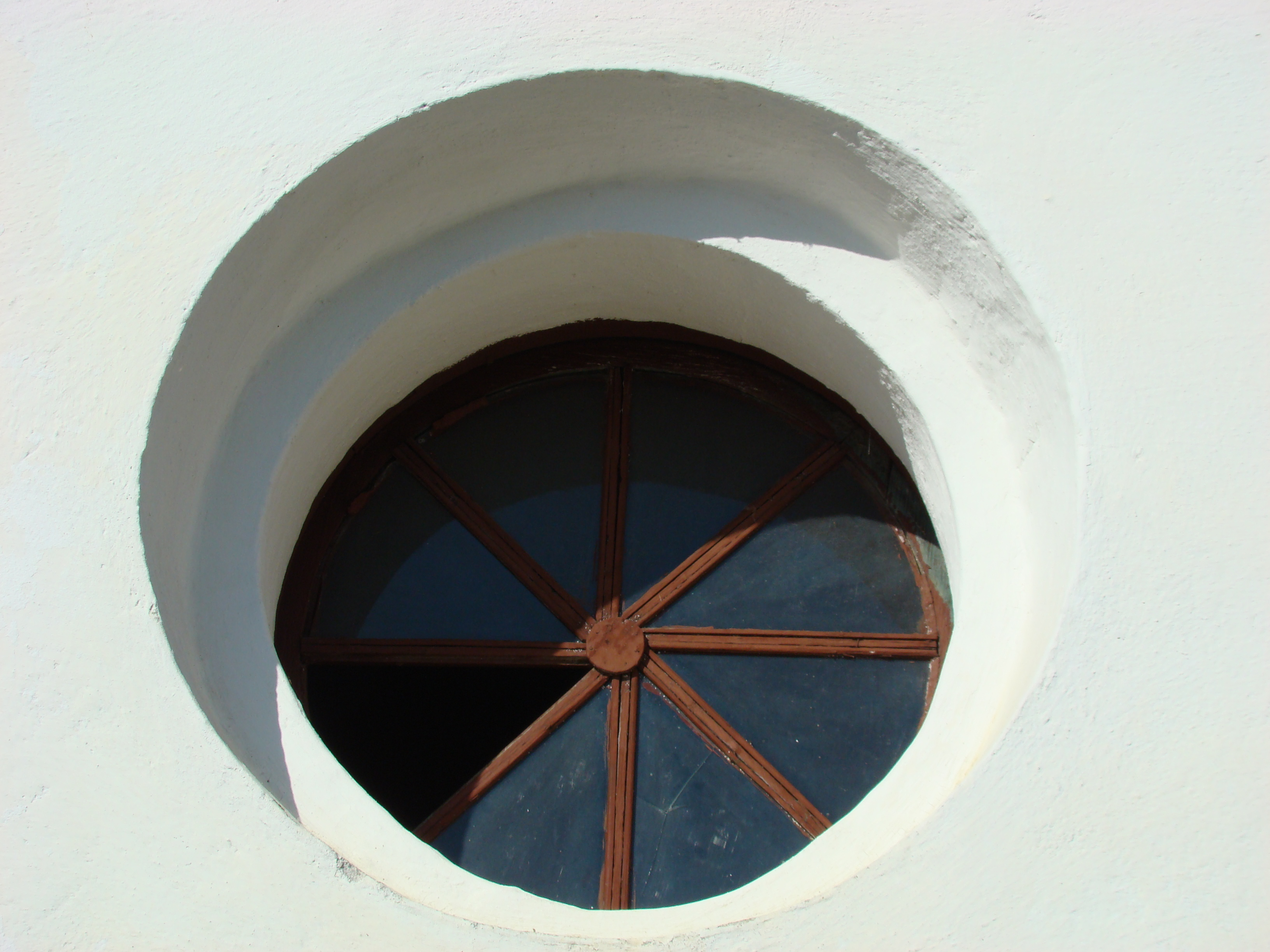
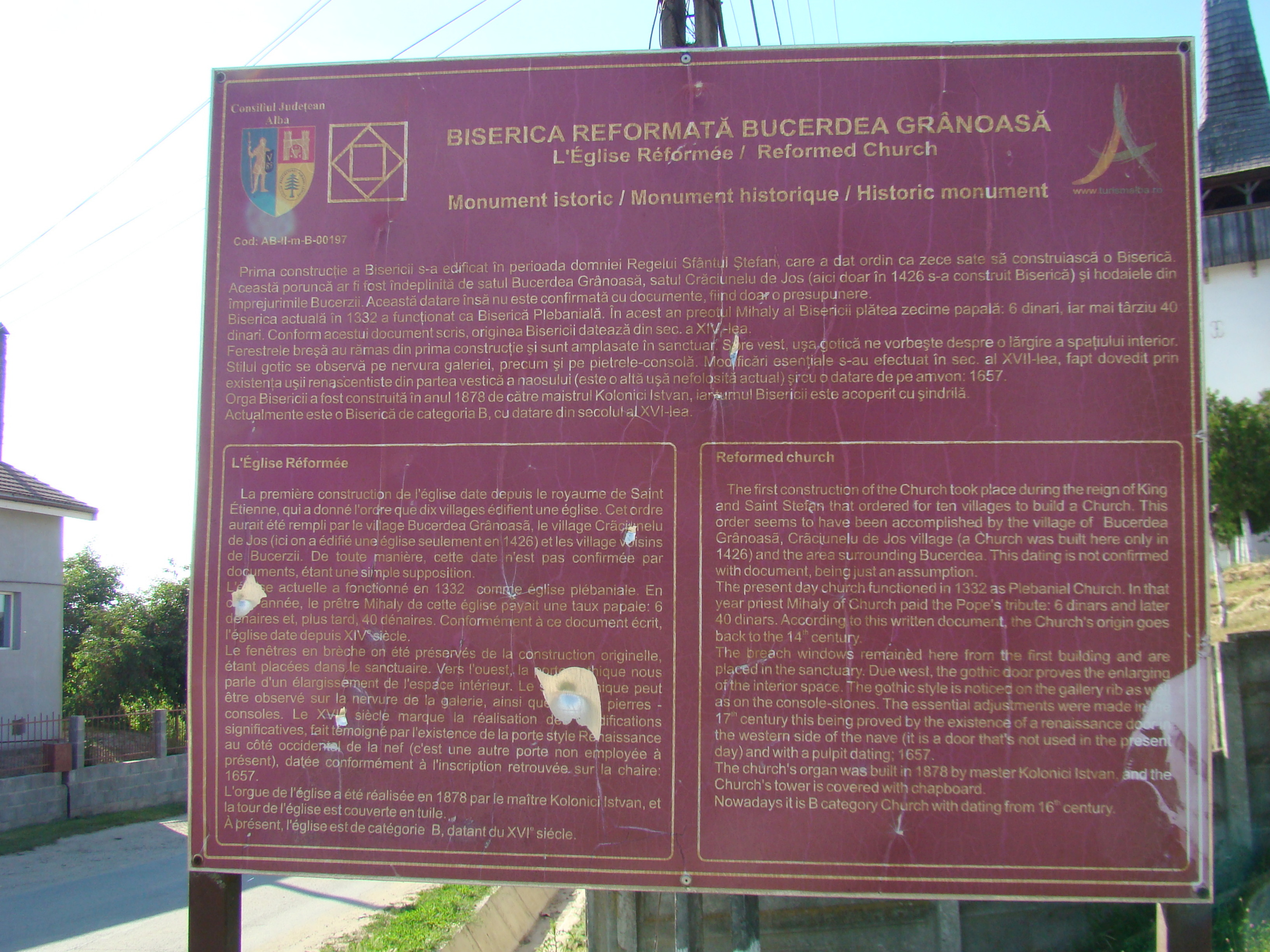